# FK Borac Banja Luka
Borac Banja Luka (Servisch: ФК Борац Бања Лука) is een voetbalclub uit Banja Luka in Bosnië en Herzegovina. Deze club kent ook een handbaltak, namelijk RK Borac Banja Luka. Deze wist in 1991 de EHF Cup te winnen.

## Geschiedenis

### Joegoslavië
De club werd op in 1926 opgericht als Radnički Sportski Klub Borac. Twee jaar later haalde de club een eerste succes door een toernooi in Sarajevo te winnen. In 1945 werd de huidige naam aangenomen. Na 2 jaar derde klasse promoveerde de club in 1953 naar de 2de klasse van Joegoslavië. In 1961 promoveerde de club voor het eerst naar de hoogste klasse maar werd daar hekkensluiter. Het duurde tot 1970 vooraleer de club opnieuw naar de hoogste klasse promoveerde, het verblijf was nu langer (4 seizoenen) maar de club eindigde nooit boven de 12de plaats op 18 clubs.
Na één seizoen 2de klasse stond Borac weer in de eerste klasse en werd daar 10de. Het volgende seizoen werd de club zelfs 6de. In 1981 degradeerde de club opnieuw. De jaren 80 werden grotendeels in de 2de klasse doorgebracht en in 1989 promoveerde de club opnieuw. Een jaar eerder won Borac wel de beker door in de finale Rode Ster Belgrado met 1-0 te verslaan. Het is de enige 2de klasser die daar in slaagde. In 1991 werd de club knap 4de, de beste prestatie. Na dit seizoen trokken de clubs uit Slovenië en Kroatië zich terug en zetten en eigen competitie op. In 1992 won de club de laatste editie van de Mitropacup door in de finale het Hongaarse BVSC Boedapest na penalty's te verslaan.
Borac was een Servische club alhoewel het in Bosnië lag en speelde in het seizoen 1992/93 in de competitie van Klein-Joegoslavië. De club degradeerde en speelde hierna tot 1995 op het tweede niveau van Klein-Joegoslavië. De thuiswedstrijden werden in deze periode gespeeld in Valjevo. Daarna moesten ook alle Bosnische clubs zich terugtrekken uit de competitie.

### Bosnië en Herzegovina
Als Servische club werd Borac tot 2002 niet toegelaten tot de Bosnische competitie. Vanaf 1995 speelde de club in de hoogste klasse van de Servische Republiek (in Bosnië en Herzegovina). Dit was echter geen officiële competitie erkend door de UEFA. Borac won de titel in 2001 en was bekerwinnaar in 1995 en 1996. Nadat de club in 2002 eindelijk werd toegelaten tot de Bosnische competitie werden twee 7de plaatsen behaald, in 2005 degradeerde de club. Na één seizoen kon de club echter terugkeren zodat Borac in 2006/07 opnieuw eersteklassevoetbal brengt. In het seizoen 2010/11 werd Borac voor het eerst landskampioen. In 2016 eindigde de club elfde op zestien en was slachtoffer van competitiehervorming waardoor er zes clubs moesten degraderen. Na één seizoen keerde de club terug. Ook in 2018 degradeerde Borac maar keerde een jaar later weer terug op het hoogste niveau.

## Erelijst
| Internationaal                  |    |                              |
| Mitropacup                      | 1× | 1992                         |
| Nationaal                       |    |                              |
| Bosnisch landskampioen          | 3× | 2011, 2021, 2024             |
| Beker van Bosnië en Herzegovina | 2× | 2010, 2024                   |
| Beker van Joegoslavië           | 1× | 1988                         |
| Prva Liga Republika Srpska      | 5x | 2001, 2006, 2008, 2017, 2019 |
| Beker van de Republika Srpska   | 5x | 1995, 1996, 2009, 2011, 2012 |

## In Europa
Uitslagen vanuit gezichtspunt FK Borac
| Seizoen | Competitie        | Ronde            | Land                   | Club               | Totaalscore  | 1e W    | 2e W       | PUC    |
| ------- | ----------------- | ---------------- | ---------------------- | ------------------ | ------------ | ------- | ---------- | ------ |
| 1975/76 | Europacup II      | 1R               | Vlag van Luxemburg     | US Rumelange       | 14-1         | 9-0 (T) | 5-1 (U)    | 6.0    |
|         |                   | 1/8              | Vlag van België        | RSC Anderlecht     | 1-3          | 0-3 (U) | 1-0 (T)    | 6.0    |
| 1988/89 | Europacup II      | 1R               | Vlag van Sovjet-Unie   | Metalist Charkov   | 2-4          | 2-0 (T) | 0-4 (U)    | 2.0    |
| 1992    | Mitropacup        | 1/2              | Vlag van Italië        | US Foggia          | 2-2 (4-2 ns) | 2-2 (U) |            | 0.0    |
|         |                   | F                | Vlag van Hongarije     | BVSC Boedapest     | 1-1 (5-3 ns) | 1-1     | < Foggia   | 0.0    |
| 2010/11 | Europa League     | 2Q               | Vlag van Zwitserland   | FC Lausanne-Sport  | 1-2          | 0-1 (U) | 1-1 (T)    | 0.5    |
| 2011/12 | Champions League  | 2Q               | Vlag van Israël        | Maccabi Haifa      | 4-7          | 1-5 (U) | 3-2 (T)    | 1.0    |
| 2012/13 | Europa League     | 1Q               | Vlag van Montenegro    | FK Čelik Nikšić    | 3-3 u        | 2-2 (T) | 1-1 (U)    | 1.0    |
| 2020/21 | Europa League     | 1Q               | Vlag van Montenegro    | FK Sutjeska Nikšić | 1-0          | 1-0 (T) |            | 2.0    |
|         |                   | 2Q               | Vlag van Portugal      | Rio Ave FC         | 0-2          | 0-2 (T) |            | 2.0    |
| 2021/22 | Champions League  | 1Q               | Vlag van Roemenië      | CFR Cluj           | 3-4          | 1-3 (U) | 2-1 nv (T) | 1.5    |
| 2021/22 | Conference League | 2Q               | Vlag van Noord-Ierland | Linfield FC        | 0-4          | 0-4 (U) | 0-0 (T)    | 1.5    |
| 2022/23 | Conference League | 1Q               | Vlag van Faeröer       | B36 Tórshavn       | 3-3 (3-4 ns) | 2-0 (T) | 1-3 nv (U) | 1.0    |
| 2023/24 | Conference League | 2Q               | Vlag van Oostenrijk    | FK Austria Wien    | 1-3          | 0-1 (U) | 1-2 (T)    | 0.0    |
| 2024/25 | Champions League  | 1Q               | Vlag van Albanië       | KS Egnatia         | 2-2 (4-1 ns) | 1-0 (T) | 1-2 nv (U) | 14.125 |
|         |                   | 2Q               | Vlag van Griekenland   | PAOK Saloniki      | 2-4          | 2-3 (U) | 0-1 (T)    | 14.125 |
| 2024/25 | Europa League     | 3Q               | Vlag van Faeröer       | KÍ Klaksvik        | 4-3          | 1-2 (U) | 3-1 nv (T) | 14.125 |
|         |                   | PO               | Vlag van Hongarije     | Ferencvárosi TC    | 1-1 (2-3 ns) | 0-0 (U) | 1-1 nv (T) | 14.125 |
| 2024/25 | Conference League | Competitie       | Vlag van Griekenland   | Panathinaikos FC   | 1-1          | 1-1 (T) | 1-1 (T)    | 14.125 |
|         |                   | Competitie       | Vlag van Cyprus        | APOEL Nicosia      | 0-1          | 0-1 (U) | 0-1 (U)    | 14.125 |
|         |                   | Competitie       | Vlag van IJsland       | Víkingur Reykjavík | 0-2          | 0-2 (U) | 0-2 (U)    | 14.125 |
|         |                   | Competitie       | Vlag van Oostenrijk    | LASK               | 2-1          | 2-1 (T) | 2-1 (T)    | 14.125 |
|         |                   | Competitie       | Vlag van Ierland       | Shamrock Rovers FC | 0-3          | 0-3 (U) | 0-3 (U)    | 14.125 |
|         |                   | Competitie (20e) | Vlag van Cyprus        | Omonia Nicosia     | 0-0          | 0-0 (T) | 0-0 (T)    | 14.125 |
|         |                   | PO 1/8           | Vlag van Slovenië      | Olimpija Ljubljana | 1-0          | 1-0 (T) | 0-0 (U)    | 14.125 |
|         |                   | 1/8              | Vlag van Oostenrijk    | Rapid Wien         | 2-3          | 1-1 (T) | 1-2 nv (U) | 14.125 |
| 2025/26 | Conference League | 1Q               | Vlag van Andorra       | FC Santa Coloma    | 3-4          | 1-4 (T) | 2-0 (U)    | 1.0    |

Totaal aantal punten voor UEFA coëfficiënten: 30.125
Zie ook
- Deelnemers UEFA-toernooien Joegoslavië
- Deelnemers UEFA-toernooien Bosnië en Herzegovina
- Ranglijst van alle clubs die in de diverse Europa Cups zijn uitgekomen

## Bekend (oud-)spelers
- Petar Ađanski
- Jurich Carolina
- Bart Meijers
- Nikola Ninković